# 53.ª edición de los Premios Óscar
La 53.ª edición de los Óscar premió a las mejores películas de 1980. Organizada por la Academia de Artes y Ciencias Cinematográficas, tuvo lugar en el Dorothy Chandler Pavilion de Los Ángeles el 31 de marzo de 1981. La ceremonia, que fue presentada por Johnny Carson, tuvo que ser pospuesta un día a causa del intento de asesinato del presidente estadounidense, Ronald Reagan.

## Candidaturas

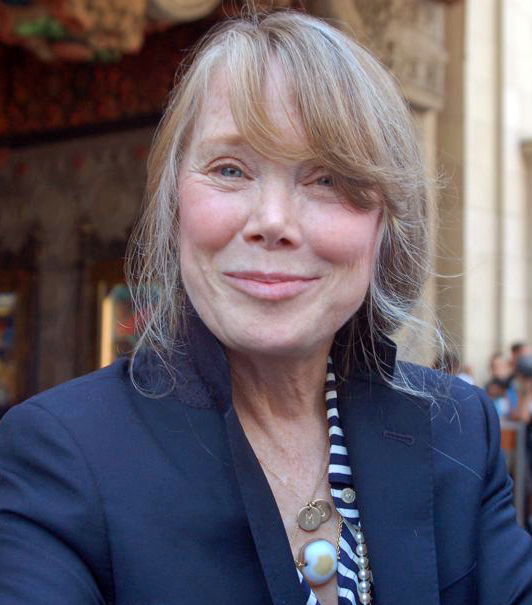
Sissy Spacek, ganadora como mejor actriz.

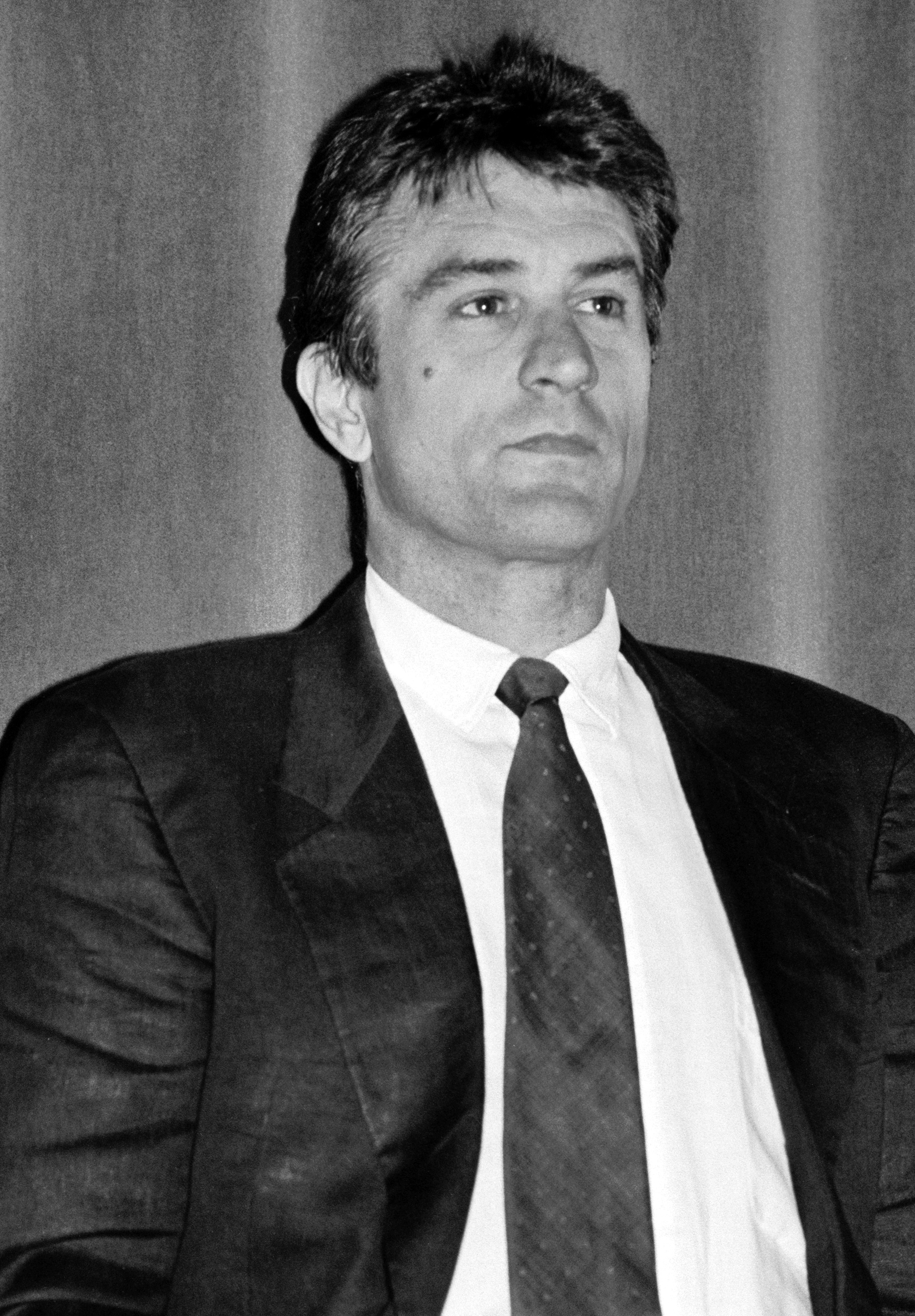
Robert De Niro, ganador como mejor actor.

Mary Steenburgen, ganadora como mejor actriz de reparto.

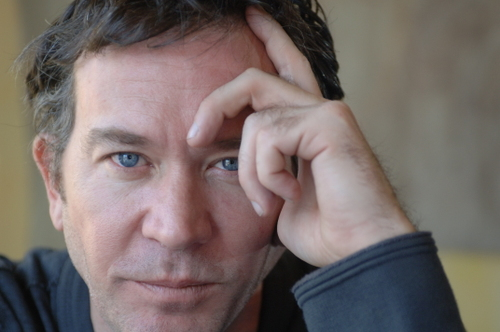
Timothy Hutton, ganador como mejor actor de reparto.

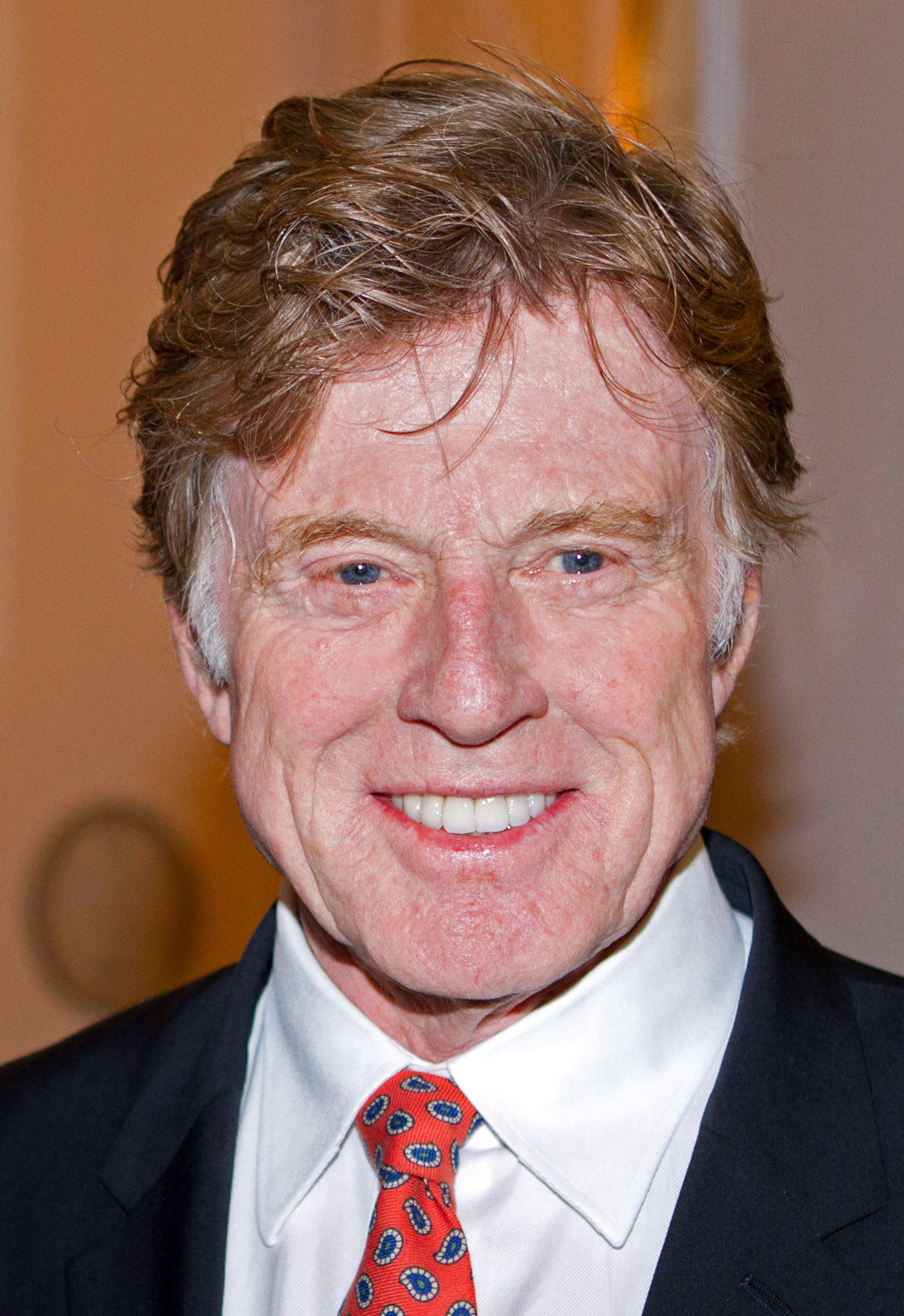
Robert Redford, ganador como mejor director.

Indica el ganador dentro de cada categoría, mostrado al principio y resaltado en negritas y en letras pequeñas se indican los presentadores. A continuación se listan los nominados y ganadores:
| Mejor películaPresentado por:Lillian GishOrdinary People (Gente corriente) – Ronald L. Schwary productor - Coal Miner's Daughter (Quiero ser libre) – Bernard Schwartz productor - The Elephant Man (El hombre elefante) – Jonathan Sanger productor - Raging Bull (Toro salvaje) – Robert Chartoff y Irwin Winkler productores - Tess - Claude Berri productor; Timothy Burrill coproductor | Mejor directorPresentado por: George Cukor y King VidorRobert Redford - Ordinary People (Gente corriente) - David Lynch - The Elephant Man (El hombre elefante) - Martin Scorsese - Raging Bull (Toro salvaje) - Richard Rush - The Stunt Man (Profesión: El especialista) - Roman Polański - Tess |
| Mejor actor Presentado por: Sally Field Robert De Niro - Raging Bull (Toro salvaje) como Jake LaMotta - Robert Duvall - The Great Santini (El Don del coraje) como teniente coronel Wilbur "Bull" Meechum - John Hurt - The Elephant Man (El hombre elefante) como Joseph Merrick - Jack Lemmon - Tribute (Tributo) como Scottie Templeton - Peter O'Toole - The Stunt Man (Profesión: El especialista) como Eli Cross                                                                                          | Mejor actriz Presentado por: Dustin Hoffman. Sissy Spacek - Coal Miner's Daughter (Quiero ser libre) como Loretta Lynn - Ellen Burstyn - Resurrection (Resurrección) como Edna Mae McCauley - Goldie Hawn - Private Benjamin (La recluta Benjamin) como Judy Benjamin - Mary Tyler Moore - Ordinary People (Gente corriente) como Beth Jarrett - Gena Rowlands - Gloria como Gloria Swenson |
| Mejor actor de reparto Presentado por: Jack Lemmon y Mary Tyler Moore. Timothy Hutton - Ordinary People (Gente corriente) como Conrad Jarrett - Judd Hirsch - Ordinary People (Gente corriente) como Dr. Tyrone C. Berger - Michael O'Keefe - The Great Santini (El Don del coraje) como Ben - Joe Pesci - Raging Bull (Toro salvaje) como Joey LaMotta - Jason Robards - Melvin and Howard (Melvin y Howard) como Howard Hughes                                                                                | Mejor actriz de reparto Presentado por: Diana Ross y Donald Sutherland Mary Steenburgen - Melvin and Howard (Melvin y Howard) como Lynda West Dummar - Eileen Brennan - Private Benjamin (La recluta Benjamin) como Doreen Lewis - Eva Le Gallienne - Resurrection (Resurrección) como Pearl - Cathy Moriarty - Raging Bull (Toro salvaje) como Vikki Thailer Lamotta - Diana Scarwid - Max's Bar como Louise |
| Mejor guion original Presentado por: Peter Ustinov Melvin and Howard (Melvin y Howard) - Bo Goldman - Brubaker - W. D. Richter y Arthur Ross - Fame - Christopher Gore - Mon oncle d'Amérique (Mi tío de América) - Jean Gruault - Private Benjamin (La recluta Benjamin) - Nancy Meyers, Charles Shyer y Harvey Miller | Mejor guion adaptado Presentado por: Peter Ustinov Ordinary People (Gente corriente) - Alvin Sargent basada en la novela homónima de Judith Guest - Breaker Morant (Consejo de guerra) - Jonathan Hardy, David Stevens y Bruce Beresford basado en la obra homónima de Kenneth G. Ross - Coal Miner's Daughter (Quiero ser libre) - Tom Rickman basada en la autobiografía de Loretta Lynn con George Vecsey - The Elephant Man (El hombre elefante) - Christopher DeVore, Eric Bergren y David Lynch basado en los libros The Elephant Man and Other Reminiscences de Sir Frederick Treves y The Elephant Man: A Study in Human Dignity de Ashley Montagu - The Stunt Man (Profesión: El especialista) - Lawrence B. Marcus y Richard Rush basada en la novela homónima de Paul Brodeur |
| Mejor película de habla no inglesa Presentado por: Franco Zeffirelli y Brooke Shields Москва Слезам Не Верит (Moscú no cree en las lágrimas), de Vladimir Menshov (URSS) - Bizalom (Confianza), de István Szabó (Hungría) - Kagemusha, de Akira Kurosawa (Japón) - Le Dernier Métro (El último metro), de François Truffaut (Francia) - El nido, de Jaime de Armiñán (España) | Mejor documental largo Presentado por: Alan Arkin From Mao to Mozart: Isaac Stern in China – Murray Lerner - Agee – Ross Spears - The day after trinity – Jon H. Else - Front line – David Bradbury - The yellow star – Bengt von zur Muehlen y Arthur Cohn |
| Mejor documental corto Presentado por: Alan Arkin Karl Hess: Toward liberty – Roland Hallé y Peter Ladue - Don't mess with Bill – John Watson y Pen Densham - The eruption of Mount St. Helens – George Casey - It's the same world – Dick Young - Luther Metke at 94 – Richard Hawkins y Jorge Preloran | Mejor cortometraje de ficción Presentado por: Alan Arkin The Dollar bottom – Lloyd Phillips - Fall line – Bob Carmichael y Greg Lowe - A jury of her peers – Sally Heckel |
| Mejor cortometraje animado Presentado por: Alan Arkin The fly – Ferenc Rofusz - All nothing – Frédéric Back - History of the world in three minutes flat – Michael Mills | Mejor banda sonora dramática original Presentado por: Harold Nicholas y Fayard Nicholas Fame - Michael Gore - Altered States (Un viaje alucinante al fondo de la mente) - John Corigliano - The Elephant Man (El hombre elefante) - John Morris - Star Wars: Episode V - The Empire Strikes Back (El imperio contraataca) - John Williams - Tess - Philippe Sarde |
| Mejor canción original Presentado por: Billy Dee Williams y Bernadette Peters "Fame" de Fame – Música de Michael Gore y letra de Dean Pitchford - "Nine to Five" de Nine to Five (Cómo eliminar a su jefe) – Música y letra de Dolly Parton - "On the Road Again" de Honeysuckle Rose – Música y letra de Willie Nelson - "Out here on my own", de Fame – Música de Michael Gore y letra de Lesley Gore - "People alone", de The Competition (El concurso) – Música de Lalo Schifrin y letra de Wilbur Jennings | Mejor sonido Presentado por:Sally Kellerman y Rod Steiger Star Wars: Episode V - The Empire Strikes Back (El imperio contraataca) – Bill Varney, Steve Maslow, Gregg Landaker y Peter Sutton - Altered States (Un viaje alucinante al fondo de la mente) - Arthur Piantadosi, Les Fresholtz, Michael Minkler y Willie D. Burton - Coal Miner's Daughter (Quiero ser libre) - Richard Portman, Roger Heman y Jim Alexander - Fame - Michael J. Kohut, Aaron Rochin, Jay M. Harding y Chris Newman - Raging Bull (Toro salvaje) - Donald O. Mitchell, Bill Nicholson, David J. Kimball y Les Lazarowitz |
| Mejor diseño de vestuario Presentado por: Nastassja Kinski y Sigourney Weaver Tess – Anthony Powell - The Elephant Man (El hombre elefante) - Patricia Norris - My Brilliant Career (Mi brillante carrera) - Anna Senior - Somewhere in Time (En algún lugar del tiempo) - Jean-Pierre Dorleac - When Time Ran Out (El día del fin del mundo) - Paul Zastupnevich | Mejor dirección de arte Presentado por: Peter O'Toole y Sissy Spacek Tess – Dirección artística: Pierre Guffroy; Decorados: Jack Stephens - Coal Miner's Daughter (Quiero ser libre) – Dirección artística: John W. Corso; Decorados: John M. Dwyer - The Elephant Man (El hombre elefante) – Dirección artística: Stuart Craig y Bob Cartwright; Decorados: Hugh Scaife - Star Wars: Episode V - The Empire Strikes Back (El imperio contraataca) – Dirección artística: Norman Reynolds, Leslie Dilley, Harry Lange y Alan Tomkins; Decorados: Michael Ford - Kagemusha - Dirección artística: Yoshiro Muraki |
| Óscar a la mejor fotografía Presentado por: Steve Martin y Blythe Danner Tess – Geoffrey Unsworth y Ghislain Cloquet - The Blue Lagoon (El lago azul) - Néstor Almendros - Coal Miner's Daughter (Quiero ser libre) - Ralf D. Bode - The formule (La fórmula) - James Crabe - Raging Bull (Toro salvaje) - Michael Chapman | Mejor montaje Presentado por: Richard Pryor & Jane Seymour Raging Bull (Toro salvaje) – Thelma Schoonmaker - Coal Miner's Daughter (Quiero ser libre) - Arthur Schmidt - The Competition (El concurso) - David Blewitt - The Elephant Man (El hombre elefante) - Anne V. Coates - Fame - Gerry Hambling |
| Óscar a los mejores efectos visuales Presentado por: Jack Valenti Star Wars: Episode V - The Empire Strikes Back (El imperio contraataca) – Brian Johnson, Richard Edlund, Dennis Muren y Bruce Nicholson | |

### Óscar honorífico
- Henry Fonda

## Premios y nominaciones múltiples
| Película                                                                | Nominaciones | Premios |
| ----------------------------------------------------------------------- | ------------ | ------- |
| Ordinary People (Gente corriente)                                       | 6            | 4       |
| Tess                                                                    | 6            | 3       |
| Raging Bull (Toro salvaje)                                              | 8            | 2       |
| Fame                                                                    | 6            | 2       |
| Star Wars: Episode V - The Empire Strikes Back (El imperio contraataca) | 4            | 2       |
| Melvin and Howard (Melvin y Howard)                                     | 3            | 2       |
| Coal Miner's Daughter (Quiero ser libre)                                | 7            | 1       |
| Москва Слезам Не Верит (Moscú no cree en las lágrimas)                  | 1            | 1       |
| The Elephant Man (El hombre elefante)                                   | 8            | 0       |
| The Stunt Man (Profesión: El especialista)                              | 3            | 0       |
| Private Benjamin (La recluta Benjamin)                                  | 3            | 0       |
| The Competition (El concurso)                                           | 2            | 0       |
| The Great Santini (El Don del coraje)                                   | 2            | 0       |
| Kagemusha                                                               | 2            | 0       |
| Resurrection (Resurrección)                                             | 2            | 0       |
| Altered States (Un viaje alucinante al fondo de la mente)               | 2            | 0       |